# Ruslan i Liudmila
Ruslan i Liudmila, rus: Русла́н и Людми́ла, és una òpera en cinc actes (vuit quadres) composta per Mikhaïl Glinka entre 1837 i 1842. Està basada en el poema homònim d'Aleksandr Puixkin (1820).
El llibret rus va ser obra de diversos autors: Konstantín Bakhturin va fer-ne l'esbós inicial, i d'altres autors van desenvolupar-lo, principalment Valerian Xirkov, però amb diversos ajustaments de la mà de Néstor Kúkolnik, Mikhaïl Guedeónov, Nikolai Markévitx i del mateix compositor. Puixkin, que havia desitjat intervenir-hi directament, no va poder fer-ho en morir en el famós duel a què es va veure enfrontat a causa de la seua muller — un duel bastant semblant al que ell mateix havia descrit al seu poema Eugeni Oneguin. L'autoria col·lectiva del llibret junt amb els episodis problemàtics que Glinka travessava en la seua vida personal — el divorci de la seua muller — s'ha apuntat com a causa del pastitxe d'estils musicals que s'hi troba a l'òpera.
Amb tot, Ruslan i Liudmila va tenir un paper essencial per al desenvolupament d'un idioma musical genuïnament rus. Això esdevingué no tant perquè Glinka produira allò que hom esperava d'una músic purament rus, sinó perquè situant-se en la frontera del desenvolupament artístic-musical de la seua època, va fer que les seues innovacions foren adoptades per tota una generació posterior de músics que, influïts pel seu grandíssim prestigi intel·lectual, van crear una tradició que va cristal·litzar «en un idioma rus recognoscible a les sales de concert i als teatres d'òpera d'arreu del món».
Tot i això, no pot dir-se que Ruslan i Liudmila siga avui dia una òpera popular. La seua absència dels escenaris es deu fonamentalment a la complicada producció que requereix — vuit decorats, alguns grandiosos, i també efectes especials; a l'estatisme de l'acció dramàtica i finalment a la dificultat de reunir un elenc de cantants amb els dots adequats per a fer front als papers. Avui dia la peça més coneguda de l'òpera és la seua obertura.

## Representacions
Es va estrenar a Sant Petersburg el 9 de desembre [C.J. 27 de novembre] de 1842, al Teatre Bolxoi Kàmenni. Quatre anys més tard, va ser estrenada al Teatre Bolxoi de Moscou.

## Personatges
El repartiment dels papers entre les diverses tessitures vocals pot resultar desconcertant per a l'oient occidental. S'ha d'advertir que un dels personatges principals, el nan maligne Txernomor és mut, i la seua presència és anunciada per un leitmotiv: una escala de tons majors dissonant, que resulta estranya respecte de l'harmonia clàssica que a l'època s'emprava per a l'òpera italiana o francesa. El germà de Txernomor és un cap gegantí, que parla mitjançant un cor d'homes cantant a l'uníson. El jove Ruslan, a diferència del que seria d'esperar en l'òpera occidental, no està confiat a un tenor, sinó a un baix. El paper de Liudmila correspon a una soprano que no pot dir-se ni dramàtica ni lírica. Els papers de tenor estan reservats a personatges d'edat indeterminada: Finn i el boiar; mentre que Naïna és una contralt còmica. Hi ha un paper transvestit: Ratmir.
| Personatge | Veu          | Estrena de Sant Petersburg, 9 de desembre [C.J. 27 de novembre] de 1842 (Director) | Estrena de Moscou, 1846 (Director: Ivan Iogannis) |
| --- | ------------ | ---------------------------------------------------------------------------------- | ------------------------------------------------- |
| Svetozar, Gran príncep de Kíev | baix         | Baikov                                                                             |                                                   |
| Liudmila, la seua filla | soprano      | Maria Stepànova                                                                    | Maria Stepànova                                   |
| Ruslan, un cavaller de Kíev, promès de Liudmila | baix         | Ósip Petrov                                                                        | Semion Gulak-Artemovski                           |
| Ratmir, un príncep de Khàzar | contralt     | Anna Petrova-Vorobiova                                                             | A. Petrova                                        |
| Farlaf, un cavaller vareg | baix         | Tozi                                                                               | Ósip Petrov                                       |
| Gorislava, una captiva de Ratmir | soprano      | Emília Liléieva                                                                    | Emília Liléieva                                   |
| Finn, un fetiller bondadós | tenor        | Lev Leónov                                                                         | Lev Leónov                                        |
| Naïna, una fetillera malvada | mezzosoprano | Marcel                                                                             |                                                   |
| Baian (Boian), un bard | tenor        | Likhanski                                                                          |                                                   |
| Cor i figurants: Fills de Svetozar, cavallers, boiars i boiardes, cambreres i donzelles, patges, guàrdies, copers, stólniks, l'exèrcit del príncep, ciutadans, donzelles del castell encantat, negres, nans, esclaus de Txernomor, nimfes, ondines |              |                                                                                    |                                                   |

## Sinopsi
Temps: Durant el Rus de Kíev.
Lloc: Kíev; diversos indrets fantàstics i imaginaris.

### Acte I
Al gran menjador de Svetozar té lloc el banquet de prometatge de Ruslan i Liudmila. Els convidats senten cantar a Baian una cançó que preveu la dissort i el dolor de la núvia, però seguits de l'amor vertader. Liudmila, trista davant la perspectiva d'allunyar-se de son pare, ofereix paraules de conhort als pretendents rebutjats, Farlaf i Ratmir, i després accepta Ruslan com a promès. Svetozar beneeix la parella. De sobte la foscor inunda l'escena i se sent un tro. Els convidats queden paralitzats per un sortilegi, i dos monstres capturen Liudmila i se l'emporten. Torna la claredat i tothom es recupera, expressant el temor per la sort de Liudmila. Svetozar promet lliurar la meitat del seu regne i la mà de Liudmila a qui siga capaç de recuperar-la. Els tres pretendents s'afanyen a partir a la recerca de la jove.

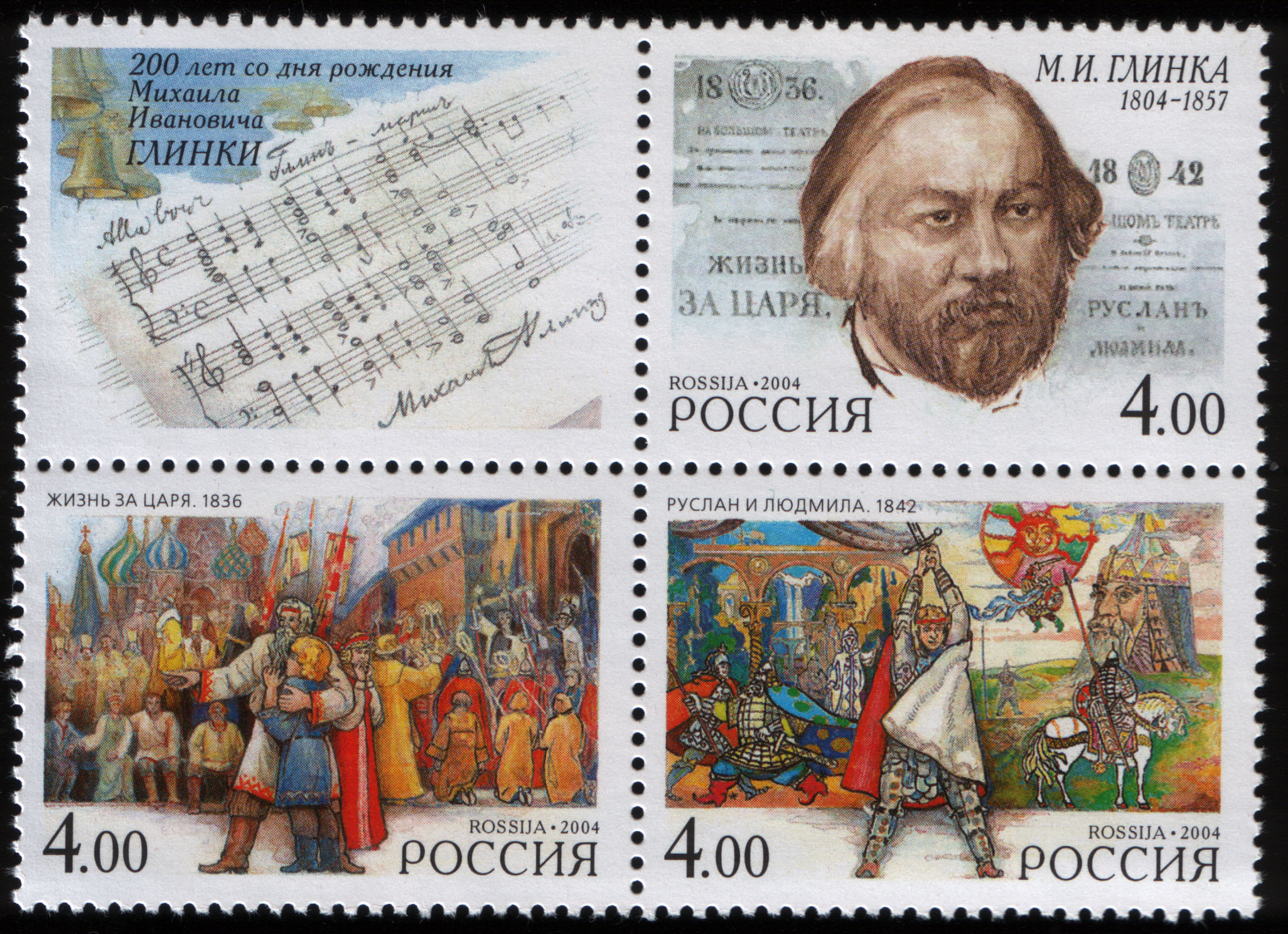
Segells russos amb motius de les dues òperes de Glinka, Una vida pel tsar (esquerra) i Ruslan i Liudmila (dreta).

### Acte 2
Quadre 1
Ruslan aplega a la cova del mag bondadós Finn, qui li diu que el nan Txernomor ha estat qui ha raptat Liudmila, però que Ruslan serà l'home que el destruirà. Ruslan li pregunta a Finn per què viu en un indret tan desèrtic, i Finn li narra una història que va succeir fa molts anys, quan ell era un pastor al seu llunyà país (diu que és "un finès") i es va enamorar d'una bella jove anomenada Naïna. Quan ella el va rebutjar, ell se'n va anar a lluitar contra els seus enemics i li va dur el botí, però de nou va ser rebutjat. Aleshores Finn va decidir estudiar màgia per poder conquerir-la; el que li va suposar anys i anys de treballs, i finalment, amb la màgia va poder convocar una vella, canosa i geperuda dona: era Naïna, que després de tants anys havia envellit, però que ara es delia de passió per ell. Cames ajudeu-me, Finn va fugir de la seua presència i es va amagar per sempre. Però, Naïna, en veure's abandonada, es consumeix en la seua ànsia de venjança, que s'estendrà també sobre Ruslan. Assegurant-li que Liudmila no patirà cap dany, Finn aconsella a Ruslan de prendre el camí del nord, i després ambdós surten en direccions oposades.
Quadre 2
En un indret solitari, un acovardit Farlaf es pregunta si no seria millor renunciar a la recerca de Liudmila, quan la decrèpita Naïna se li atansa. Li promet aconseguir Liudmila per a ell, i desfer-se de Ruslan. Ella se'n va, i Farlaf celebra la seua bona sort.
Quadre 3

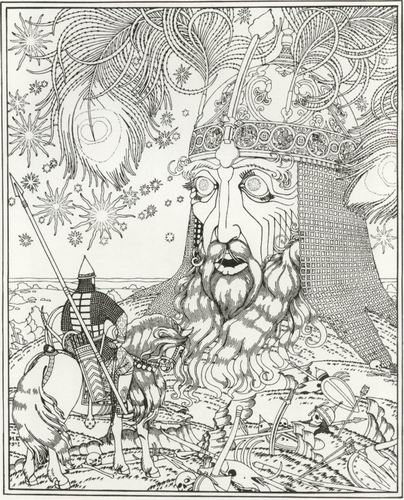
Ruslan es troba amb el Cap parlant, per Ivan Bilibin.

Ruslan ha anat a parar a un boirós desert esguitat ací i allà amb les armes i els ossos d'una antiga batalla, el que li fa pensar si un dia ell acabarà de la mateixa manera. Tria un nou escut i una nova llança, que substituïsquen el seu armament fet malbé, però és incapaç de trobar una espasa prou forta per a completar el seu equip. Quan la boira es dissipa, es revela un Cap gegantí que comença a bufar per a provocar una tempesta que acabe amb Ruslan. Però Ruslan encerta el cap amb la seua llança, el Cap tomba i deixa veure a sota una espasa. Ruslan agafa l'espasa i li pregunta al cap pel seu origen. El cap, moribund, explica que fa molt de temps va ser un gegant, i que el seu germà no és altre que el nan pervers Txernomor. L'espasa estava destinada a matar-los als dos; però per a evitar el destí, Txernomor va decapitar el gegant, va enviar el seu cap ben lluny, a aquest terrible desert, i va deixar l'espasa ben protegida sota el seu cap. Amb l'espasa en les mans de Ruslan, el Cap clama venjança contra Txernomor.

### Acte 3
Joves donzelles intenten enganyar els viatgers perquè entren al castell encisat de Naïna. Apareix Gorislava, buscant Ratmir, qui l'havia presa com a captiva i després l'havia alliberada. Ella surt per un moment i justament hi arriba Ratmir, qui cau en el sortilegi de les joves donzelles, que el sedueixen dansant. Ruslan també és atragut al castell, i fins i tot oblida Liudmila després de veure Gorislava. Però de sobte hi apareix Finn; qui després de pronunciar una profecia feliç per a Ratmir amb Gorislava, i per a Ruslan amb Liudmila, aconsegueix que el castell es convertisca en un bosc.

### Acte 4
Als jardins encantats de Txernomor, Liudmila somia en Ruslan i resisteix la influència d'aquell entorn màgic. Txernomor arriba amb el seu seguici i hi ha danses. Una trompeta anuncia el desafiament de Ruslan. Txernomor, amb un sortilegi, fa adormir Liudmila i surt a enfrontar-se amb Ruslan, qui aviat pot canar victòria, apareixent en escena amb la barba de Terxomor enrotllada al seu casc. Tot i mostrar-se descoratjat amb l'estat de Liudmila, Ruslan, en companyia de Ratmir i Gorislava, decideix tornar a Kíev amb Liudmila per a buscar-hi l'ajut dels mags. Els esclaus de Txernomor són alliberats.

### Acte 5
Quadre 1
En una vall il·luminada per la lluna, Ruslan, Ratmir i Gorislava han acampat per passar la nit. Ratmir, que s'ha quedat de guàrdia, es mostra preocupar per Ruslan, i després expressa la seua joia per haver trobat de nou Gorislava. De sobte, els esclaus informen que Liudmila ha estat capturada altra vegada i que Ruslan ha partit a la seua recerca. Apareix Finn, qui dona un anell màgic a Ratmir, amb el qual podrà despertar Liudmila quan aquesta siga tornada a Kíev.
Quadre 2
Liudmila jeu adormida al gran menjador de Svetozar. Resulta que Farlaf, amb l'ajut de Naïna, va segrestar Liudmila, i l'ha tornada a Kíev per aparèixer com el seu salvador. No obstant això, no és capaç de despertar-la. S'acosten cavalls, i hi arriben Ruslan, Ratmir i Gorislava. Ruslan li posa l'anell màgic a Liudmila, i aquesta es desperta. L'òpera conclou amb una vista de Kíev, on el poble dona gràcies al Déu, beneeix la seua pàtria i celebra la felicitat dels dos joves.

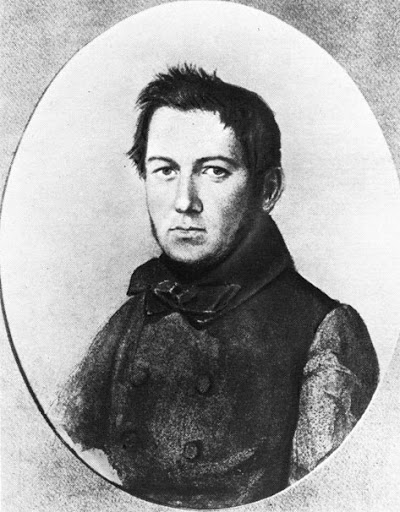
Mikhaïl Glinka

## Principals àries i números
Obertura
Acte I
Ària: Cavatina "Estic trista, pare meu!", Каватина «Грустно мне, родитель дорогой!» (Liudmila)
Acte II
Ària: Balada (Finn)
Ària: "Oh camp, oh camp, qui t'ha cobert amb els ossos dels homes?", «О поле, поле, кто тебя усеял мертвыми костями?» (Ruslan)
Acte III
Ària: «И жар и зной сменила ночи тень» (Ratmir)
Dansa: Danses
Acte IV
Ària: Ària (Liudmila)
Marxa: Marxa de Txernomor, «Марш Черномора» (Orquestra)
Dansa: Danses orientals, «Восточные танцы» (Orquestra)
1. Dansa turca, «турецкий танец»
2. Dansa àrab, «арабский танец»
3. Lezguinka, «лезгинка»

## Estructura
Obertura
Acte 1
Núm.1: Introducció
Núm.2: Cavatina (Liudmila)
Núm.3: Finale
Acte 2
Núm.4: Entreacte
Núm.5: Balada (Finn)
Núm.6: Duettino (Ruslan, Finn)
Núm.7: Escena i Rondó (Farlaf)
Núm.8: Ària (Ruslan)
Núm.9: Escena amb el Cap
Núm.10: Finale – Contalla del Cap
Acte 3
Núm.11: Entreacte
Núm.12: Cor persa
Núm.13: Cavatina (Gorislava)
Núm.14: Ària (Ratmir)
Núm.15: Danses
Núm.16: Finale
Acte 4
Núm.17: Entreacte
Núm.18: Escena i Ària (Liudmila)
Núm.19: Marxa
Núm.20: Danses orientals
Núm.21: Cor
Núm.22: Finale
Acte 5
Núm.23: Entreacte
Núm.24: Romança (Ratmir)
Núm.25: Recitatiu i Cors
Núm.26: Duet (Finn, Ratmir)
Núm.27: Finale

## Anàlisi musical
Si com a Una vida pel tsar, Ruslan empra alguns aspectes de la música popular russa; també destaca especialment per l'ús de la dissonància, el cromatisme, l'escala hexatònica i elements orientals.
L'enèrgica obertura és una de les peces més interpretades del compositor a Occident. A l'acte I, Glinka fa una troballa orquestral en usar el timbre del piano i de l'arpa per imitar el gusli. El deute de Glinka amb els models operístics occidentals és especialment notori al rondó de Farlaf, una emulació russa del Largo al factotum, cantat per Fígaro a El barber de Sevilla de Rossini.
Amb Una vida pel tsar, aquesta segona òpera de Glinka enceta l'òpera nacional russa que seria bastida per la següent generació de compositors russos. En particular, Ruslan va servir com a model per a les òperes que Nikolai Rimski-Kórsakov va compondre basades en contes de fades russos.

## Enregistraments selectes
- 1938, Samuïl Samossud (director), Orquestra i Cor del Teatre Bolxoi, Maksim Mikhàilov (Svetozar), Valéria Bàrsova (Liudmila), Mark Reizen (Ruslan), Ielizaveta Antónova (Ratmir), Vassili Lubentsov (Farlaf), Ielena Slivínskaia (Gorislava), Nikandr Khanàiev (Finn), Liudmila Stavróvskaia (Naïna), Solomon Khrómtxenko (Baian)